# Mycovellosiella oryzae
Mycovellosiella oryzae är en svampart som först beskrevs av Deighton & D.E. Shaw, och fick sitt nu gällande namn av Deighton 1979. Mycovellosiella oryzae ingår i släktet Mycovellosiella och familjen Mycosphaerellaceae.   Inga underarter finns listade i Catalogue of Life.